# Velika nagrada Superbe 1937
Velika nagrada Superbe 1937 je bila osma neprvenstvena dirka za Veliko nagrado v sezoni 1937. Odvijala se je 30. maja 1937 na italijanskem uličnem dirkališču Circuito della Superba v Genovi. 

## Poročilo
Dirka je potekala na isti dan kot Avusrennen, moštvo Scuderie Ferrari se je zaradi pričakovane premoči obeh nemških moštev na zelo hitrem dirkališču AVUS raje odločilo na udeležbo na dirki za Veliko nagrado Superbe. Ferrarijevi dirkači so osvojili prvo štartno vrsto in tudi na dirki dominirali, zmagal je Carlo Felice Trossi z več kot minuto prednosti pred Mariem Tadinijem, tretji pa je bil Emilio Villoresi že z dvema krogoma zaostanka, za trojno zmago Ferrarija. 

## Rezultati

### Dirka
| Poz | Št | Dirkač              | Moštvo             | Dirkalnik         | Krogi | Čas/Odstop       | Št. m. |
| --- | -- | ------------------- | ------------------ | ----------------- | ----- | ---------------- | ------ |
| 1   | 60 | Carlo Felice Trossi | Scuderia Ferrari   | Alfa Romeo 12C-36 | 50    | 1:32:27,4        | 2      |
| 2   | 48 | Mario Tadini        | Scuderia Ferrari   | Alfa Romeo 12C-36 | 50    | + 1:16,2         | 3      |
| 3   | 50 | Emilio Villoresi    | Scuderia Ferrari   | Alfa Romeo 2900A  | 48    | +2 kroga         | 6      |
| 4   | 52 | Lorenzo Delpino     | Privatnik          | Alfa Romeo Monza  | 46    | +4 krogi         | 5      |
| 5   | 54 | »Ventidue«          | Privatnik          | Alfa Romeo Monza  | 45    | +5 krogov        | 9      |
| 6   | 62 | Emilio Romano       | Privatnik          | Bugatti T51       | 44    | +6 krogov        |        |
| 7   | 40 | Andrea Brezzi       | Scuderia Subauda   | Bugatti T51       | 43    | +7 krogov        |        |
| 8   | 58 | Luigi Villa         | Privatnik          | Bugatti T51       | 41    | +9 krogov        |        |
| 9   | 56 | Emilio Vicentini    | Privatnik          | Bugatti T51       | 30    | +20 krogov       |        |
| Ods | 54 | Clemente Biondetti  | Scuderia Ferrari   | Alfa Romeo 8C-35  | 27    | Zadnje vzmetenje | 1      |
| Ods | 46 | Pietro Ghersi       | Privatnik          | Alfa Romeo Monza  | 6     | Prepočasen       | 4      |
| Ods | 44 | Giovanni Minozzi    | Scuderia Maremmana | Alfa Romeo P3     | 3     |                  |        |